# Aloe congdonii
Aloe congdonii é uma espécie de liliopsida do gênero Aloe, pertencente à família Asphodelaceae.